# الدوري الجنوبي لكرة القدم 1945–46
الدوري الجنوبي لكرة القدم 1945–46 (بالإنجليزية: 1945–46 Southern Football League)‏ هو موسم من الدوري الجنوبي الممتاز. فاز فيه نادي تشيلمسفورد.